# Reader-response theory
De Amerikaanse term reader-response theory wordt in de literaire kritiek gebruikt voor een benadering die zich niet op de auteur of de tekst richt, maar op de lezer en hoe deze de literaire tekst ervaart. Er wordt ook wel gesproken van reader-response criticism.

## Voorgeschiedenis
Traditioneel heeft de literatuurkritiek zich beziggehouden met drie verschillende aandachtsgebieden:
- De normatieve kritiek wil de auteur beter leren schrijven, en houdt zich bezig met de middelen (zoals de retorica) die daartoe ten dienste staan.
- De theoretische kritiek bepaalt zich tot de esthetica.
- De beschrijvende kritiek analyseert, interpreteert en evalueert bestaand literair werk.

In de beschrijvende kritiek is in de loop der geschiedenis de aandacht verschoven. In de negentiende eeuw was deze kritiek vooral historiserend: er was weinig verschil met literatuurgeschiedenis. Daarbij lag veel nadruk op de auteur, diens levensverhaal, diens persoon en diens bedoelingen. Als reactie hierop kwamen in de eerste helft van de twintigste eeuw scholen op als de New Criticism in de Verenigde Staten en de Merlyn-school in het Nederlandse taalgebied; zij zagen de literaire uiting juist als tekst, een opzichzelfstaand geheel dat moest worden beschouwd los van de geschiedenis, van de auteur of van diens bedoelingen. Het accent was verschoven van de schrijver naar het geschrevene.

## Lezer

### Reactie
Maar er was nog (ten minste) één andere partij betrokken bij het literaire communicatieproces, en dat was de lezer. Voor zijn of haar reactie op de literaire uiting kwam in de tweede helft van de twintigste eeuw meer aandacht. Voor die verschuiving zijn twee redenen aan te geven:
- Een grotere belangstelling voor de psychologie, en daarmee voor de psychologische aspecten bij het lezen.
- Een reactie tegen de aanbodzijde van de literatuur (auteur als aanbieder, tekst als aangeboden product) ten gunste van de vraagzijde (lezer als afnemer van literatuur); deze reactie moet gezien worden tegen de achtergrond van de anti-autoritaire jaren zeventig.

### Voorlopers
Aristoteles is wel beschouwd als een zeer vroege voorloper van de leesresponscritici. Van hem is immers het begrip catharsis afkomstig, het louterend effect dat de toeschouwer ondergaat bij het aanschouwen van een tragedie. Ook de genre-indeling van tragedie en komedie kan in verband worden gebracht met de publieksreactie: de ene vorm moest immers medelijden en angst inboezemen, de andere bracht juist verstrooiing.
Vanaf de jaren 1920 waren er ontwikkelingen in de moderne kritiek die kunnen worden beschouwd als voorlopers van de reader-response criticism.
- In 1929 kwam het baanbrekende Practical Criticism van de Brit I.A. Richards uit. Hij had zijn studenten gedichten voorgelegd, zonder dat zij de auteur van die gedichten kenden. De tekst leek dus centraal te staan, maar Richards' boek beschreef juist uitgebreid de reacties van deze lezers. Daarna gaf hij de patronen aan die hij in die reacties onderkende. Zo signaleerde hij onder meer:

geijkte reacties ("de zee is altijd een poëtisch onderwerp")
persoonlijke ervaringen ("dit rijm is kreupel, zo deed ik het op mijn twaalfde ook")
invullen van de eigen belevingen ("heel gevoelig geschreven" of juist "platvloers")
dogmatische opvattingen ("zo hoort een literair werk niet (of juist wel) in elkaar te zitten").
Hier stond dus de respons centraal, al was die respons wel de reactie van ongeoefende lezers.
- In 1938 verscheen Literature as Exploration van de Amerikaanse Louise Rosenblatt. Zij beschouwde het lezen van literatuur als een transactie tussen lezer en tekst (niet: auteur). Iedere tekst was anders, en dus was ook iedere transactie uniek voor die lezer.

### Ontwikkeling
Vanaf de jaren zeventig van de twintigste eeuw kwam een aantal benaderingen op die alle tot de reader-response criticism kunnen worden gerekend. Ze zijn echter onderling verschillend, en worden soms als verwante, soms als identieke disciplines beschouwd. De democratisering die in die tijd plaatsvond, bracht hernieuwde aandacht mee voor de "gewone" lezer, die niet "afhankelijk" diende te zijn van de bedoelingen en de centrale rol van een auteur.
Tevoren had de literaire kritiek ontkend dat aan levenloze dingen gevoelens mochten worden toegeschreven. Aan een frase als "de wrede zee" lag een vergissing ten grondslag: een zee was immers niet menselijk, en kon dus geen wreedheid kennen. Nu echter ontwikkelde Stanley Fish juist een "affectieve stylistiek": de betekenis die een tekst had voor de lezer, was belangrijk, en dit bracht steeds wisselende interpretaties met zich mee bij die lezer.
Umberto Eco zag een wisselwerking tussen lezer en schrijver: de laatste bepaalde deels de lezersreactie. Dit gebeurde in een culturele context, en ook Jonathan Culler achtte de wisselwerking tussen schrijver en lezer cultureel bepaald.
In Duitsland waren Hans Robert Jauss en Wolfgang Iser, leden van de zogenoemde Konstanzer School, de exponenten van de reader-response theory. Hun ging het vooral om de vraag hoe de lezer interpreteert, hoe de lezer bijdraagt aan het dynamische proces van tekstbegrip.
Waren al deze benaderingen overwegend theoretisch, experimenteler was Norman Holland, die empirisch psychoanalytisch onderzoek deed naar de lezersreacties, en dan met name naar de angsten en verlangens die aan een leesinterpretatie ten grondslag liggen.

## Verwante begrippen
Aangezien het begrip reader-response theory nu eens ruim, dan weer eng wordt geïnterpreteerd, ontstaan er overlappingen met vergelijkbare disciplines en raakvlakken met verwante ideeën. Een aantal daarvan wordt hieronder opgesomd.
- De receptietheorie wordt wel gezien als identiek aan de reader-response theory. Er kunnen ook accentverschillen worden onderkend. Dan gaat het bij de receptietheorie vooral om de (kritische) reactie op een werk, gezien tegen de culturele achtergrond. De reader-response theory onderscheidt zich in die opvatting doordat zij meer de individuele lezersreactie beschouwt.[5]
- De literaire pragmatiek benadrukt de communicatieve wisselwerking tussen schrijver en lezer, en ziet haar als een dialectisch proces. Niet alleen de schrijver "maakt" de tekst, ook de lezer doet dat, en tegelijk maakt de tekst de lezer: die ondergaat een verandering bij het lezen van een tekst, hij wordt een beetje een ander mens.[6]
- De literatuursociologie bestudeert de literatuur vooral in haar functioneren binnen een bepaalde maatschappij en een bepaalde cultuur, en opereert vaak vanuit ideologisch perspectief. De discipline bloeide in de jaren zestig tot tachtig van de twintigste eeuw, maar sindsdien is de aandacht voor de literatuur als sociaal verschijnsel afgenomen.[7]
- Onder lezerstekst, een begrip van Roland Barthes, wordt de tekst verstaan die een traditioneel geschoolde lezer verwacht aan te treffen. Hij of zij gaat uit van een doorlopend verhaal, een duidelijke intrige en een heldere afloop. Daarentegen is de schrijverstekst meer onbepaald: er zijn verschillende interpretaties mogelijk, er is wellicht zelfs een open einde; kortom, de lezer moet de tekst herscheppen, en wordt zelf een soort schrijver.[8]
- Het lezerspubliek is uiteraard van centraal belang in de reader-response criticism. Maar binnen dit publiek wordt nog verder theoretisch onderscheid gemaakt. Spreken we van de "geïmpliceerde lezer", dan blijkt diens identiteit uit de tekst. De "beoogde lezer" is die lezer die de auteur voor ogen heeft, en daarvoor moeten we ook iets weten over die auteur, over wie hij is. De "veronderstelde lezer" vormt een meer abstract begrip; dit is de interpreterende factor bij teksten.[9]